# Michael Deiter
Michael Deiter (Curtice, 3 settembre 1996) è un giocatore di football americano statunitense che milita nel ruolo di offensive guard per i Miami Dolphins della National Football League (NFL).

## Carriera

### Miami Dolphins
Deiter fu scelto nel corso del terzo giro (78º assoluto) del Draft NFL 2019 dai Miami Dolphins. Debuttò come professionista partendo come titolare nella gara del primo turno contro i Baltimore Ravens. La sua stagione da rookie si chiuse disputando tutte le 16 partite, tutte tranne una come titolare.

### Houston Texans
Il 21 marzo 2023 Deiter firmò un contratto di un anno con gli Houston Texans.

### Washington Commanders
Il 25 marzo 2024 Deiter firmò con i Washington Commanders.